# St-Mathieu (Colmar)

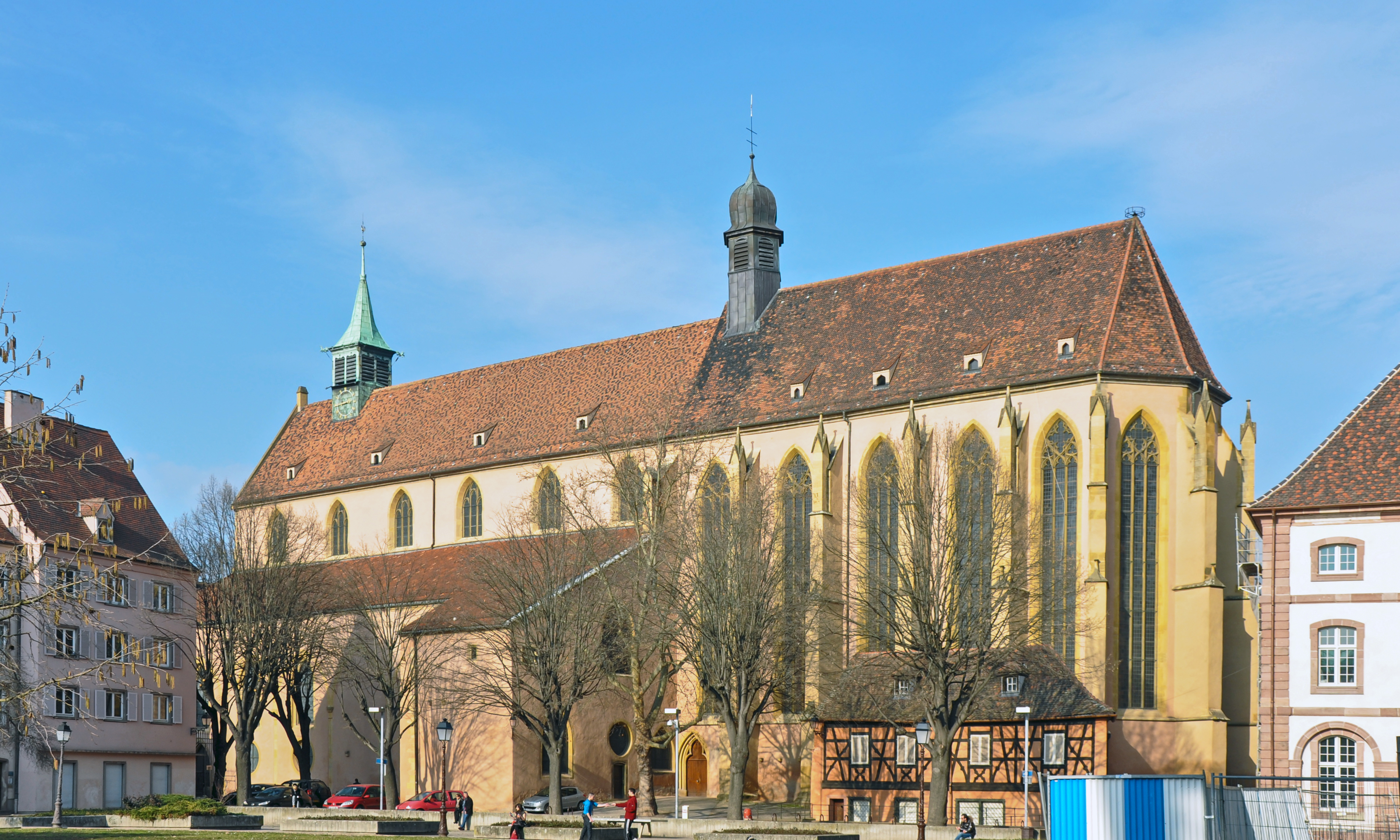
Blick auf St-Mathieu

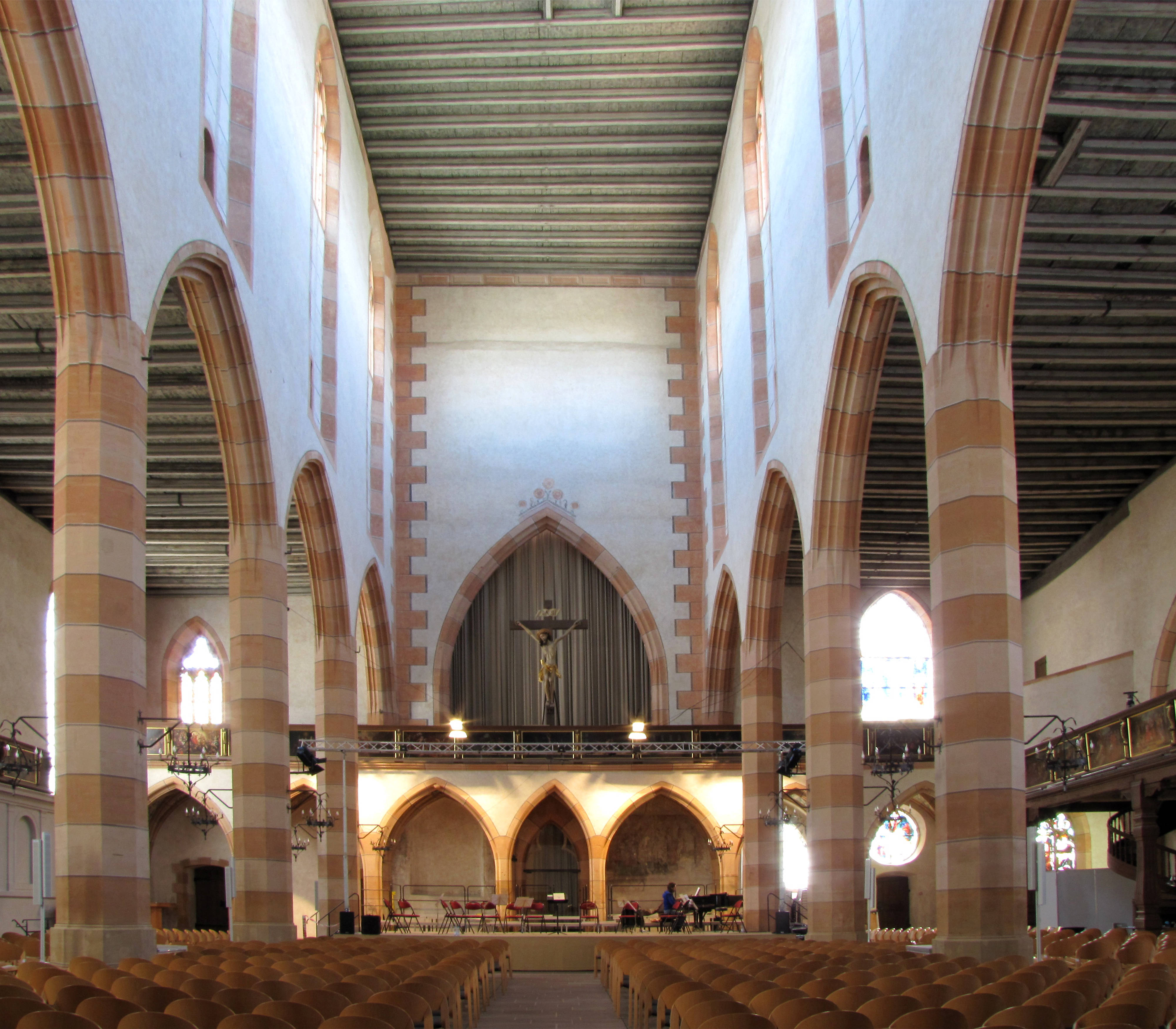
Kirchenschiff

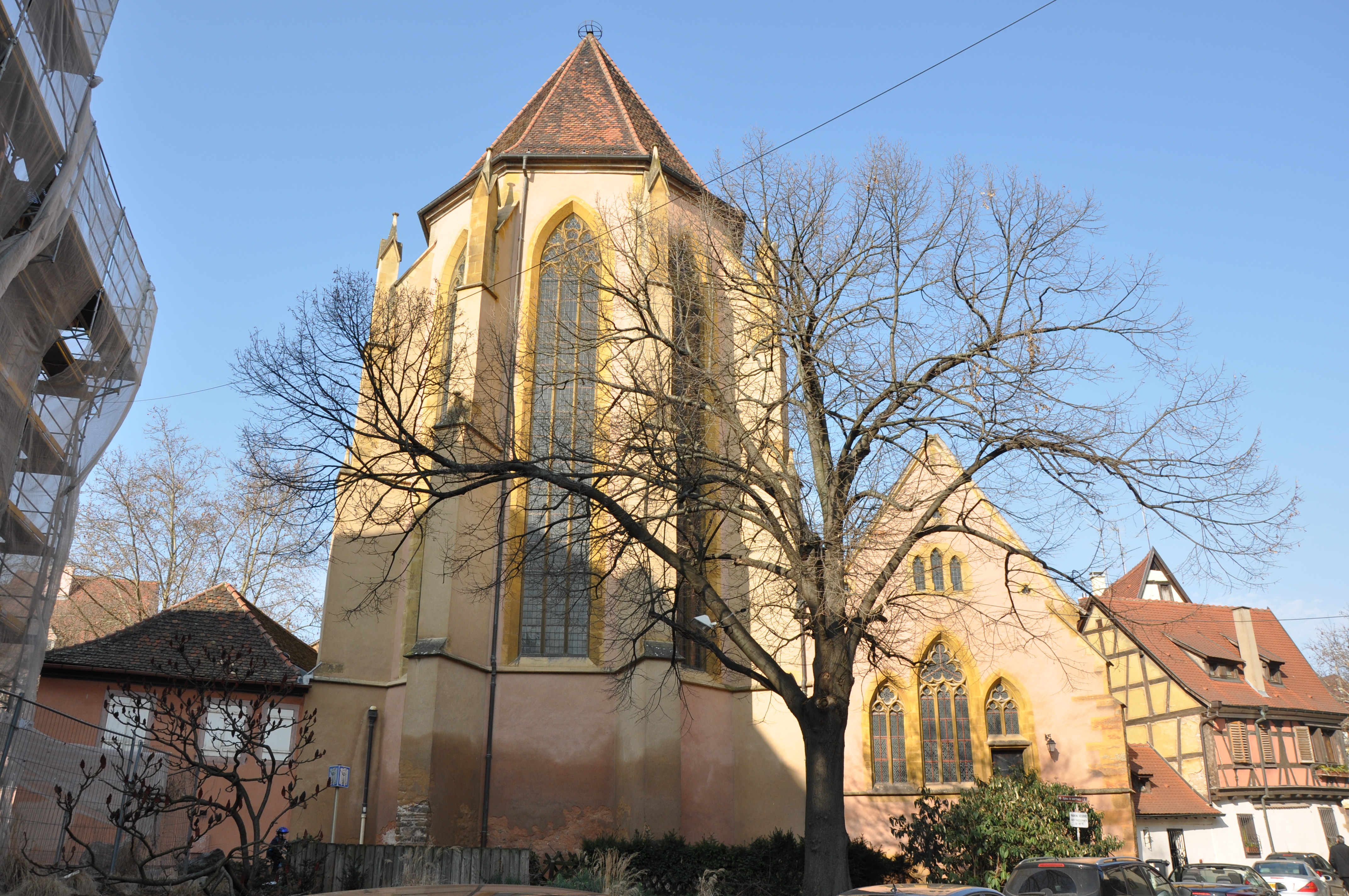
Außenmauern des Chores

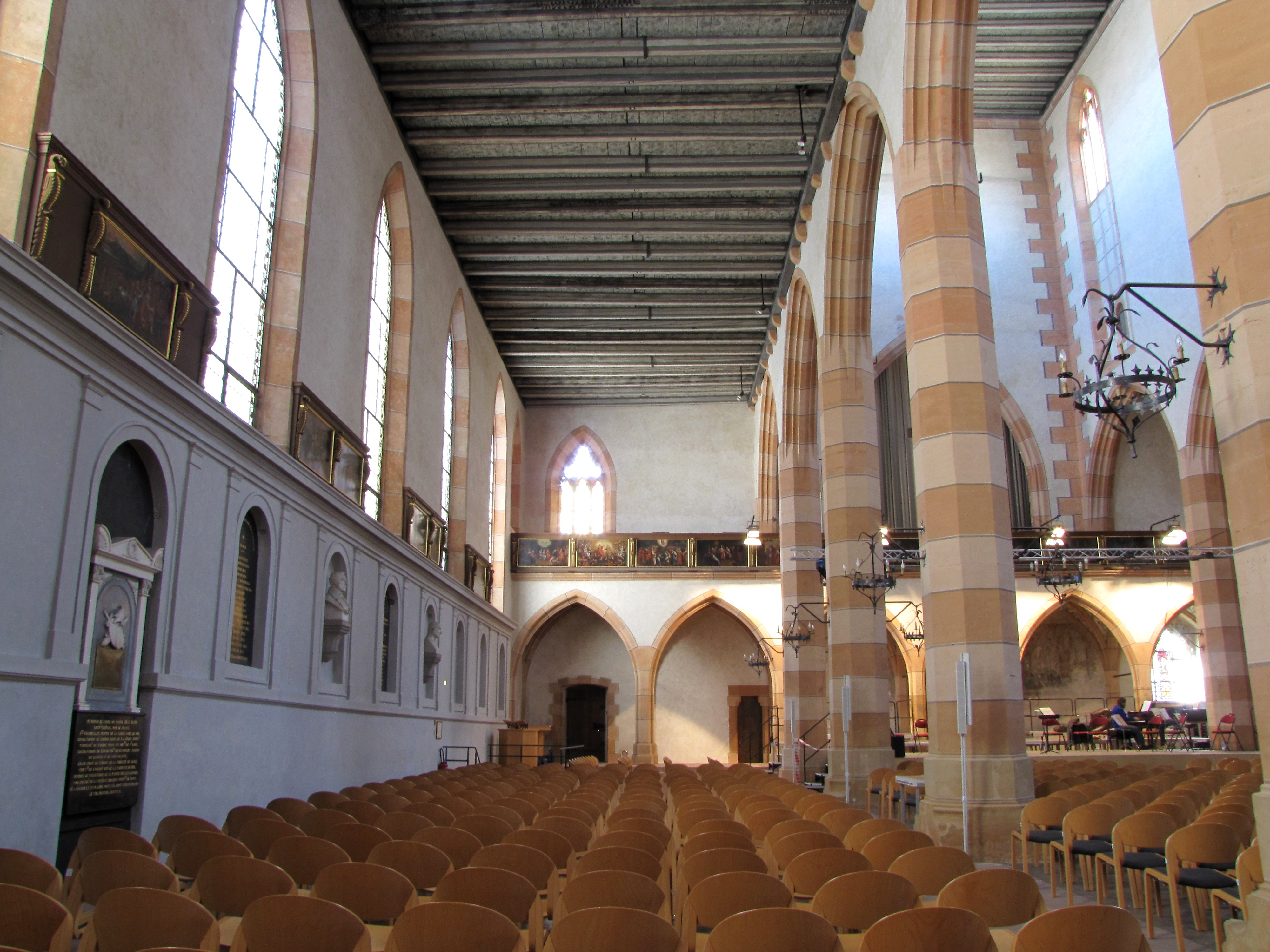
Das nördliche Seitenschiff

St-Mathieu ist eine ehemalige Abteikirche und heute Pfarrkirche der evangelisch-lutherischen Protestantischen Kirche Augsburgischen Bekenntnisses von Elsass und Lothringen in Colmar. Sie steht als Monument historique unter Denkmalschutz.

## Geschichte
In der ersten Hälfte des 13. Jahrhunderts ließen sich die Franziskaner in Colmar nieder. Zwischen 1292 und 1340 wurde dann anstelle eines kleinen Andachtsraumes eine Kirche erbaut. 1491 wurde sie teilweise erneuert und umgebaut.
Der Niedergang des Klosters begann im Jahr 1541, als die Pest ausbrach und viele Mönche starben. 1575 setzte sich in Colmar die Reformation durch und die Kirche wurde evangelisch. In dieser Zeit erhielt sie nach dem Evangelisten Matthäus erstmals den Namen Matthäuskirche. 1627 gab man Kirche und Kloster in den Besitz der Jesuiten. Doch 1632 eroberten die Schweden unter Führung von Gustaf Horn die Stadt. Man vertrieb die Jesuiten und die Kirche wurde erneut evangelisch. 1715 wurde das Gotteshaus nach einer Order des französischen Königs zur Simultankirche: Der Chor wurde fortan von der evangelischen Gemeinde der Stadt genutzt und das Kirchenschiff von den katholischen Bewohnern des benachbarten Spitals. Der Triumphbogen wurde vermauert. Während der Revolution wurde das Gebäude säkularisiert und diente als Militärdepot.
1937 baute die Stadt im Westen ein neues Krankenhaus. In die ehemaligen Konventsgebäude zogen universitäre Einrichtungen ein. Der Chor blieb bis zum Ende des Zweiten Weltkriegs als evangelische Kirche erhalten, das Schiff stand leer. Nach Kriegsende übernahmen die Protestanten die Kirche wieder ganz und benannten sie wieder nach Matthäus. Die Mauer zwischen Chor und Kirchenschiff wurde allerdings erst 1987 abgebrochen. Die ehemaligen Klostergebäude sind nicht mehr erhalten. Sie wurden im Laufe des 20. Jahrhunderts abgerissen. Zwischen 1991 und 1997 wurde die Kirche umfangreich saniert.

## Architektur
St-Mathieu wurde als gotische Basilika mit einem Seitenschiff im Norden und zwei Seitenschiffen im Süden errichtet. Das äußere Seitenschiff wurde allerdings abgerissen und die Arkaden vermauert. Alle Schiffe werden von flachen Holzbalkendecken gedeckt. Die Zwischenräume der Decke im Mittelschiff wurden im 17. Jahrhundert mit schwarzen Blattranken und Köpfen ausgemalt. Im 18. Jahrhundert wurde eine niedrigere Decke eingezogen, die bei Restaurierungsarbeiten in den 1980er Jahren wieder entfernt wurde. Mittel- und Seitenschiffe werden durch Spitzbogen getrennt, die von oktogonalen Pfeilern getragen werden. In der Seitenwand des nördlichen Seitenschiffs sitzen rundbogige Nischen, die über ein Sohlbankgesims verbunden sind. Büsten und Epitaphe schmücken diese.
Die Fenster der Obergaden setzen sich als Blendfenster in die Hochwände des Mittelschiffs fort. Die Portale der Kirche sind als einfache profilierte Spitzbögen ohne Schmuck ausgeführt.
Der rund 30 Meter lange Chor mit vier Jochen und ⅝-Schluss ist äußerlich durch die Strebepfeiler erkennbar und besitzt ein etwas steileres und höheres Satteldach als das 43 Meter lange Kirchenschiff mit sechs Jochen. Während auf dem Chor ein hexagonaler Dachreiter (1715 errichtet) mit geschweifter Haube sitzt, besitzt das Kirchenschiff einen quadratischen Reiter mit Pyramidendach (1588 errichtet). Im Chor erhalten ist ein gotisches Lavabo. Ein Lettner mit Spitzbögen trennt Kirchenschiff und Chor. Seine Gewölbe sind mit floralem Muster bemalt.
Im südlichen Seitenschiff wurde 1603 eine hölzerne Empore errichtet. Die Orgel stand ursprünglich auf dem Lettner, wurde 1862 auf die Westempore versetzt.

## Ausstattung
Ein großer Teil der gotischen Kirchenausstattung befindet sich heute im Unterlinden-Museum. Reiche Bürger der Stadt spendeten 1708/09 15 Gemälde von Jean-Baptiste Wülcken mit Szenen aus dem Alten und Neuen Testament. Diese hängen an der Brüstung der Empore im Kirchenschiff.
Die Kirchenfenster stammen aus unterschiedlichen Epochen. Von den ursprünglichen Fenstern aus dem Mittelalter sind nur zwei erhalten. Sie zeigen Szenen einer Kreuzigung. Unterhalb des Lettners befindet sich eine Komposition aus dem 14. Jahrhundert, darüber eine Szene, die um 1470 entstand und von Peter Hemmel von Andlau angefertigt wurde. Die modernen Kirchenfenster zeigen Luther in einem Rundfenster sowie die Reformatoren mit Christus in einem Spitzbogenfenster.
Orgel und Orgelprospekt wurden 1731/32 von Andreas Silbermann geschaffen. Die Schnitzereien stammen von Anton Ketterer. 1861 versetzte Joseph Stiehr das Instrument vom Lettner auf die Westempore und veränderte es leicht. Im 19. und 20. Jahrhundert wurde die Orgel mehrfach verändert. 1989 entschloss man sich, den Originalzustand wiederherzustellen. Man erhöhte die Orgelempore im Mittelschiff auf die Höhe des ursprünglichen Standortes auf dem Lettner und versetzte das Instrument in den Zustand des Jahres 1862 zurück.